# Omar Bravo
Omar Bravo Tordecillas (* 4. März 1980 in Los Mochis, Sinaloa) ist ein mexikanischer Fußballspieler.
Er wird als Mittelfeldspieler oder auch als Stürmer eingesetzt und spielte zwischen 2001 und 2008 bei Deportivo Guadalajara, bevor er im Sommer 2008 zu Deportivo La Coruña wechselte. 2009 wurde er an UANL Tigres ausgeliehen. Im Sommer 2010 wechselte er nach nur einem Jahr zu Sporting Kansas City in die MLS.

## Klub
Omar Bravo stammt aus der Jugend von Deportivo Guadalajara, sein Debüt in der A-Mannschaft feierte er am 17. Februar 2001 gegen UANL Tigres. Während der Apertura 2002 wurde er Stammspieler und schoss in 15 Spielen sechs Tore.

## Nationalmannschaft
Bravo spielte in der Jugendauswahl von Mexiko und wurde nach guter Leistung in die Mexikanische Fußballnationalmannschaft berufen. Bei den Olympischen Sommerspielen 2004 in Athen wurde er als Stürmer eingesetzt und erzielte zwei Tore. Bravo wurde bei der Fußball-Weltmeisterschaft 2006 mehrmals eingesetzt. Zum 3:1-Sieg gegen den Iran steuerte er zwei Tore bei und wurde anschließend zum „Man of the match“ gekürt. Im Spiel gegen Portugal verschoss er einen Elfmeter.